# Премия «Золотой орёл» за лучшую мужскую роль на телевидении
Премия «Золотой орёл» за лучшую мужскую роль на телевидении вручается ежегодно Национальной Академией кинематографических искусств и наук России, начиная с 3-й церемонии награждения.

## Список лауреатов и номинантов
★ Победитель выделены отдельным цветом. 

### 2000-е
| Год  | Церемония | Фотография лауреата  | Актёр                    | Телевизионный фильм         | Роль          |
| ---- | --------- | -------------------- | ------------------------ | --------------------------- | ------------- |
| 2005 | 3-я       |                      | ★ Сергей Безруков        | «Участок»                   | Павел Кравцов |
| 2005 | 3-я       | • Алексей Серебряков | «Баязет»                 | Карабанов                   |               |
| 2005 | 3-я       | • Евгений Сидихин    | «Таксист»                | Илья Орлов                  |               |
| 2006 | 4-я       |                      | ★ Сергей Шакуров         | «Брежнев»                   | Брежнев       |
| 2006 | 4-я       | • Владислав Галкин   | «Диверсант»              | Калтыгин                    |               |
| 2006 | 4-я       | • Сергей Маковецкий  | «Гибель империи»         | Нестеровский                |               |
| 2007 | 5-я       |                      | ★ Олег Янковский         | «Доктор Живаго»             | Комаровский   |
| 2007 | 5-я       | • Евгений Миронов    | «В круге первом»         | Глеб Нержин                 |               |
| 2007 | 5-я       | • Андрей Смирнов     | «В круге первом»         | Бобынин                     |               |
| 2008 | 6-я       |                      | ★ Андрей Краско          | «Частный заказ»             | Марусев       |
| 2008 | 6-я       | • Игорь Класс        | «Завещание Ленина»       | Шаламов (в старости)        |               |
| 2008 | 6-я       | • Владимир Капустин  | «Завещание Ленина»       | Шаламов (в зрелом возрасте) |               |
| 2008 | 6-я       | • Богдан Ступка      | «Сонька — Золотая Ручка» | Лейба Соломониак            |               |
| 2009 | 7-я       |                      | ★ Владимир Машков        | «Ликвидация»                | Давид Гоцман  |
| 2009 | 7-я       | • Михаил Пореченков  | «Ликвидация»             | Кречетов                    |               |
| 2009 | 7-я       | • Владислав Галкин   | «Диверсант. Конец войны» | Григорий Иванович Калтыгин  |               |

### 2010-е
| Год  | Церемония | Фотография лауреата    | Актёр                                  | Телевизионный фильм            | Роль              |
| ---- | --------- | ---------------------- | -------------------------------------- | ------------------------------ | ----------------- |
| 2010 | 8-я       |                        | ★ Александр Голубев                    | «Братья Карамазовы»            | Алёша Карамазов   |
| 2010 | 8-я       | • Максим Аверин        | «Глухарь»                              | Сергей Викторович Глухарёв     |                   |
| 2010 | 8-я       | • Сергей Горобченко    | «Братья Карамазовы»                    | Дмитрий Карамазов              |                   |
| 2011 | 9-я       |                        | ★ Владислав Галкин                     | «Котовский»                    | Котовский         |
| 2011 | 9-я       | • Дмитрий Дюжев        | «Вербное воскресенье»                  | Артур Никитин                  |                   |
| 2011 | 9-я       | • Евгений Князев       | «Вольф Мессинг: видевший сквозь время» | Вольф Мессинг                  |                   |
| 2012 | 10-я      |                        | ★ Евгений Миронов                      | «Достоевский»                  | Фёдор Достоевский |
| 2012 | 10-я      | • Сергей Маковецкий    | «Пётр Первый. Завещание»               | Александр Меншиков             |                   |
| 2012 | 10-я      | • Юрий Чурсин          | «Побег»                                | Алексей Чернов                 |                   |
| 2013 | 11-я      |                        | ★ Сергей Маковецкий                    | «Дело гастронома № 1»          | Георгий Беркутов  |
| 2013 | 11-я      | • Сергей Гармаш        | «Белая гвардия»                        | Козырь-Лешко                   |                   |
| 2013 | 11-я      | • Александр Балуев     | «Жуков»                                | Георгий Жуков                  |                   |
| 2014 | 12-я      | ★ Сергей Маковецкий    | «Жизнь и судьба»                       | Штрум                          |                   |
| 2014 | 12-я      | • Александр Балуев     | «Жизнь и судьба»                       | Крымов                         |                   |
| 2014 | 12-я      | • Павел Деревянко      | «Обратная сторона Луны»                | Михаил Соловьев                |                   |
| 2015 | 13-я      |                        | ★ Евгений Цыганов                      | «Оттепель»                     | Виктор Хрусталёв  |
| 2015 | 13-я      | • Сергей Пускепалис    | «Крик совы»                            | Иван Митин                     |                   |
| 2015 | 13-я      | • Александр Яценко     | «Оттепель»                             | Егор Мячин                     |                   |
| 2016 | 14-я      |                        | ★ Андрей Смоляков                      | «Палач»                        | Иван Черкасов     |
| 2016 | 14-я      | • Владимир Машков      | «Родина»                               | Алексей Брагин                 |                   |
| 2016 | 14-я      | • Александр Яценко     | «Екатерина»                            | Пётр III                       |                   |
| 2017 | 15-я      |                        | ★ Константин Лавроненко                | «Клим»                         | Клим Рощин        |
| 2017 | 15-я      | • Евгений Ткачук       | «Тихий Дон»                            | Григорий Мелехов               |                   |
| 2017 | 15-я      | • Константин Хабенский | «Метод»                                | Родион Меглин                  |                   |
| 2018 | 16-я      |                        | ★ Сергей Пускепалис                    | «А у нас во дворе»             | Каленый           |
| 2018 | 16-я      | • Максим Матвеев       | «Анна Каренина. История Вронского»     | Алексей Кириллович Вронский    |                   |
| 2018 | 16-я      | • Сергей Гармаш        | «Мурка»                                | Грек (Пётр Иванович Горобенко) |                   |
| 2019 | 17-я      |                        | ★ Александр Петров                     | «Sпарта»                       | Барковский        |
| 2019 | 17-я      | • Андрей Смоляков      | «Операция «Сатана»»                    | Иван Петрович Черкасов         |                   |
| 2019 | 17-я      | • Андрей Мерзликин     | «Хождение по мукам»                    | Аркадий Жадов                  |                   |

### 2020-е
| Год  | Церемония | Фотография лауреата | Актёр                | Телевизионный фильм           | Роль                           |
| ---- | --------- | ------------------- | -------------------- | ----------------------------- | ------------------------------ |
| 2020 | 18-я      |                     | ★ Павел Деревянко    | «Домашний арест»              | Аркадий Борисович Аникеев      |
| 2020 | 18-я      | • Александр Петров  | «Звоните ДиКаприо!»  | Егор Румянцев                 |                                |
| 2020 | 18-я      | • Александр Яценко  | «Ненастье»           | Герман Неволин                |                                |
| 2021 | 19-я      |                     | ★ Максим Матвеев     | «Триггер»                     | Артём Александрович Стрелецкий |
| 2021 | 19-я      | • Александр Лазарев | «Дипломат»           |                               |                                |
| 2021 | 19-я      | • Юрий Беляев       | «Ученица Мессинга»   | Вольф Мессинг                 |                                |
| 2022 | 20-я      |                     | ★ Алексей Гуськов    | «Седьмая симфония»            | Карл Ильич Элиасберг           |
| 2022 | 20-я      | • Алексей Филимонов | «Вертинский»         | Александр Вертинский          |                                |
| 2022 | 20-я      | • Филипп Янковский  | «Контейнер»          | Вадим Юрьевич Белозеров       |                                |
| 2023 | 21-я      |                     | ★ Евгений Стычкин    | «Алиби»                       | Пётр Решетников                |
| 2023 | 21-я      | • Александр Балуев  | «Елизавета»          | Пётр I                        |                                |
| 2023 | 21-я      | • Игорь Петренко    | «Начальник разведки» | Александр Михайлович Коротков |                                |
| 2024 | 22-я      |                     | ★ Сергей Безруков    | «Бизон: Дело манекенщицы»     | Кирилл Бессонов                |
| 2024 | 22-я      | • Александр Яценко  | «Шаляпин»            | Константин Коровин            |                                |
| 2024 | 22-я      | • Сергей Безруков   | «Шпион»              | Андрей Рыбин                  |                                |
| 2025 | 23-я      |                     | ★ Александр Устюгов  | «Столыпин»                    | Пётр Аркадьевич Столыпин       |
| 2025 | 23-я      | • Игорь Петренко    | «Адмирал Кузнецов»   | Николай Герасимович Кузнецов  |                                |
| 2025 | 23-я      | • Сергей Голомазов  | «Хор»                | Александр Владимирович Грачёв |                                |

## Лидеры среди лауреатов

### 2 премии
1. Сергей Маковецкий (2013 - Дело гастронома № 1, 2014 - Жизнь и судьба) - 4 номинации

## Лидеры среди номинантов

### 4 номинации
- Сергей Маковецкий (2006 - Гибель империи, 2012 - Пётр Первый. Завещание, 2013 - Дело гастронома № 1, 2014 - Жизнь и судьба) - 2 премии

### 3 номинации
- Владислав Галкин (2006 - Диверсант, 2009 - Диверсант. Конец войны, 2011 - Котовский) - 1 премия
- Александр Яценко (2015 - Оттепель, 2016 - Екатерина, 2020 - Ненастье)
- Александр Балуев (2013 - Жуков, 2014 - Жизнь и судьба, 2023 - Елизавета)

### 2 номинации
- Евгений Миронов (2007 - В круге первом, 2012 - Достоевский) - 1 премия
- Владимир Машков (2009 - Ликвидация, 2016 - Родина) - 1 премия
- Сергей Пускепалис (2015 - Крик совы, 2018 - А у нас во дворе) - 1 премия
- Сергей Гармаш (2013 - Белая гвардия, 2018 - Мурка)
- Андрей Смоляков (2016 - Палач, 2019 - Операция «Сатана») - 1 премия
- Александр Петров (2019 - Sпарта, 2020 - Звоните ДиКаприо!) - 1 премия
- Павел Деревянко (2014 - Обратная сторона Луны, 2020 - Домашний арест) - 1 премия
- Максим Матвеев (2018 - Анна Каренина. История Вронского, 2021 - Триггер) - 1 премия